# Sánta Ferenc (író)
Sánta Ferenc (Brassó, 1927. szeptember 4. – Budapest, 2008. június 6.) Kossuth-díjas magyar író. Munkái legalább 23 nyelven jelentek meg.

## Életpályája
Gyermekkorát Sepsibükszádon, Marosvásárhelyen, majd Kolozsváron töltötte. Tanulmányait a Farkas utcai Katolikus Elemi Iskolában, az Unitárius Kollégium Gimnáziumában (1940-1945 között) és a Debreceni Református Kollégium Gimnáziumában (1945-1946 között) folytatta.
Már harmadik hónapja éheztünk, s két hete csak egyszer ettünk egy nap. Anyám már marékkal mérte a puliszkát. Egy marék, két falás, másnapig semmi.
1947-1950 között a Dorogi Szénbányászati Tröszt Pilisszentiváni Bányaüzemben dolgozott. 1953-1956 között a Kispesti Vörös Csillag Traktorgyár munkása volt. 1954-től publikált. 1956-ban a Petőfi Kör vezetőségi tagja volt. 1957-ben a Ganz Daru- és Hajógyár alkalmazottja volt. 1958. szeptember 1-jétől a Magyar Tudományos Akadémia Irodalomtudományi Intézetének munkatársa volt. 1987-ben a Magyar Demokrata Fórum alapító tagja volt. 1989-től a Magyar Szellemi Védegylet intézőbizottsági tagja volt. 1990-ben a Magyar Henry George Társaság alapító tagja volt. 1994-től a Magyar Művészeti Akadémia tagja volt.
Fia, Mózsi Ferenc író.

## Munkássága
Pályakezdését az irodalomtörténészek Móricz Zsigmondéhoz hasonlítják hasonló szemléletük miatt. Egy családi mitológia körvonalait kibontakoztató első elbeszélései az emberi értékeket, a helytállást, a munka becsületét továbbörökítő szegénység világába vezetnek. Mesei hangulatok, lírai pátoszok Tamási Áronra emlékeztetnek (Kicsi madár). Második kötetében (Farkasok a küszöbön, 1961) az érzelmes közvetlenséget drámaiság, diszharmonikus világérzés váltja fel. Tudatosan értelmezi a kisember és a hatalom viszonyát, az egyéni és társadalmi felelősség-vállalást (Nácik, Olasz történet, A veder). Az élet újrateremtését világnézetek fölött állónak fogta fel (A Müller család halála). A kegyetlen világban, a megalázottságban őrzött tisztesség példázata is egyetemes igazságok kimondását célozza (Szegény leány, szegény legény; Kicsik és nagyok). A jelképelemeknek a konkrét életanyagba való emelésével kísérletezik (Isten a szekéren). Az ötödik pecsét (1963) című regénye az etikus és történelmi cselekvés ellentétét fogalmazza meg. Társadalmi problémákkal foglalkozik Húsz óra (1964) című regénye, melyben egy újságíró előtt egy 1956-os gyilkosság után érdeklődve feltárul egy falu élete. Az áruló (1966) című vitaregénye egy író éjszakai meditációja négy lehetséges emberi magatartásról a huszita háború korának fiktív alakjait állítva középpontba.
A Húsz óra és Az ötödik pecsét című regényeiből film készült (lásd Húsz óra (film) és Az ötödik pecsét (film)).

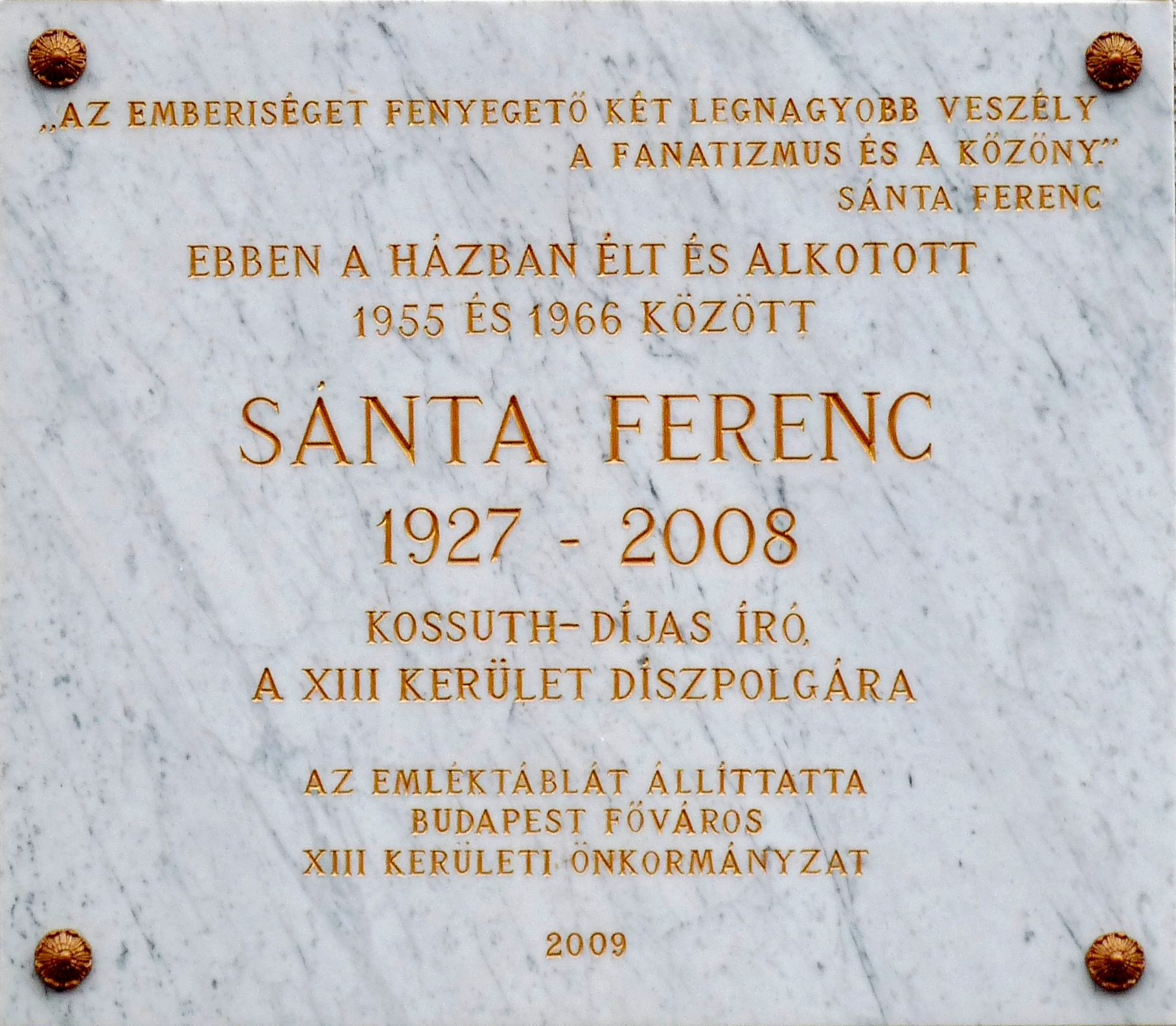
Sánta Ferenc emléktáblája Budapest XIII. kerületében (2009)

## Művei
- Sokan voltunk (1954), elbeszélés (az Irodalmi Újság hasábjain)
- Téli virágzás; Magvető, Bp., 1956
- Farkasok a küszöbön. Elbeszélések; Szépirodalmi, Bp., 1961
- Az ötödik pecsét. Regény; Szépirodalmi, Bp., 1963
- Húsz óra. Krónika; Magvető, Bp., 1964
- Az áruló; Magvető, Bp., 1966
- Éjszaka. Az áruló. Dráma; Magvető, Bp., 1968
- Isten a szekéren. Válogatott novellák; Szépirodalmi, Bp., 1970
- Föld. Válogatott elbeszélések; vál., utószó Vajda Zsuzsanna; Tankönyvkiadó Intézet, Újvidék, 1981 (Házi olvasmány 2. oszt.)
- Kicsik és nagyok. Novellák; Népszava, Bp., 1982 (Népszava könyvtár)
- A szabadság küszöbén; FSP Literátor DTP Ny., Bp., 1993  (esszék, cikkek, interjúk)
- Halálnak halála. A szerző válogatása életművéből; Trikolor–Intermix–Patent, Bp.–Ungvár, 1994 (Örökségünk)
- Sánta Ferenc művei 1-2.; szerk., utószó Vasy Géza; Masszi, Bp., 2002
- Sánta Ferenc; vál., szerk., bev. Vasy Géza; Alexandra, Pécs, 2004 (Kossuth-díjas írók)
- Farkasok a küszöbön. Válogatott elbeszélések; vál., szerk. Veress István; Arión, Bp., 2008
- Nemzet, hatalom, erkölcs; Stúdium, Kolozsvár, 2009
- Sánta Ferenc; vál. Mózsi Ferenc, Vasy Géza; Cédrus Művészeti Alapítvány–Napkút–PIM, Bp., 2014 + CD (Hang-kép-írás)
- Válogatott novellák; Hargita Kiadóhivatal, Csíkszereda, 2016
- Fábri Zoltán: Az ötödik pecsét. Sánta Ferenc azonos című műve alapján; összeáll., szerk. Márkus István; Csorba Győző Könyvtár, Pécs, 2017 (Könyvtármozi füzetek)
- Három hely

## Filmfeldolgozások
- Húsz óra (filmdráma, 1965)[1]
- Halálnak halála (tévéfilm, 1969)
- A Müller család halála (tévéfilm, 1972)
- Az ötödik pecsét (filmdráma, 1976)
- Éjszaka (tévéfilm, 1989) – Az azonos című drámájának tévéfilmváltozata (Az áruló című kisregénye alapján)
- Mécsek (tévéfilm, 1992)

## Díjai, elismerései
- József Attila-díj (1956, 1964)

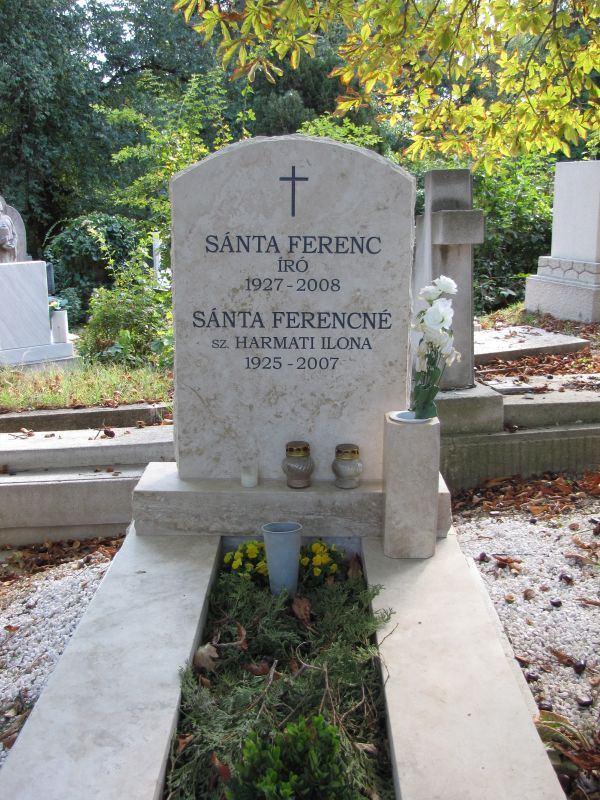
Sánta Ferenc sírja Budapesten. Farkasréti temető: 5/4-1-38.

- Arany Nimfa-díj (Monte Carló-i Televíziós Fesztivál, 1970) – A legjobb forgatókönyv (Halálnak halála)[2]
- Kossuth-díj (1973)
- A Magyar Köztársasági Érdemrend tisztikeresztje (1991)
- Angyalföld díszpolgára (1998)
- Hazám-díj (2004)
- Magyar Művészetért díj (2004)
- A Magyar Köztársasági Érdemrend középkeresztje /polgári tagozat/ (2007) – irodalmi életműve elismeréseként.